# Аладдин (саундтрек, 1992)
Аладдин: Саундтрек (англ. Aladdin: Original Motion Picture Soundtrack) — официальный саундтрек к мультфильму «Аладдин» студии Уолта Диснея, вышедшего на экраны в 1992 году. Альбом поступил в продажу в ноябре того же года.

## Об альбоме
Отреставрированная версия с новыми текстами песен была выпущена в 2001 году. Издание с ранее не выпускавшимися демозаписями появилось в продаже в 2004 году.
Музыка была написана композитором Аланом Менкеном, получившего за свою работу над фильмом множество наград и номинаций, включая премии «Оскар», «Грэмми», «Золотой глобус» и «BAFTA». Высокую оценку получила песня «A Whole New World», текст к которой написал Тим Райс.

## Список композиций
Вся музыка к фильму написана композитором Аланом Менкеном
| №   | Название                                                              | Текст песни  | Исполнитель                 | Длительность |
| --- | --------------------------------------------------------------------- | ------------ | --------------------------- | ------------ |
| 1.  | «Arabian Nights» (*)                                                  | Ховард Эшман | Брюс Адлер                  |              |
| 2.  | «Legend Of The Lamp» (монолог Робина Уильямса)                        |              | (score)                     |              |
| 3.  | «One Jump Ahead»                                                      | Тим Райс     | Бред Кейн                   |              |
| 4.  | «Street Urchins»                                                      |              | (score)                     |              |
| 5.  | «One Jump Ahead (Reprise)»                                            | Тим Райс     | Бред Кейн                   |              |
| 6.  | «Friend Like Me»                                                      | Ховард Эшман | Робин Уильямс               |              |
| 7.  | «To Be Free»                                                          |              | (score)                     |              |
| 8.  | «Prince Ali»                                                          | Ховард Эшман | Робин Уильямс               |              |
| 9.  | «A Whole New World»                                                   | Тим Райс     | Бред Кейн и Лиа Салонга     |              |
| 10. | «Jafar's Hour»                                                        |              | (score)                     |              |
| 11. | «Prince Ali (Reprise)»                                                | Ховард Эшман | Джонатан Фриман             |              |
| 12. | «The Ends of the Earth»                                               |              | (score)                     |              |
| 13. | «The Kiss»                                                            |              | (score)                     |              |
| 14. | «On A Dark Night»                                                     |              | (score)                     |              |
| 15. | «Jasmine Runs Away»                                                   |              | (score)                     |              |
| 16. | «Marketplace»                                                         |              | (score)                     |              |
| 17. | «The Cave of Wonders»                                                 |              | (score)                     |              |
| 18. | «Aladdin's Word» (содержит фрагменты песни When You Wish Upon A Star) |              | (score)                     |              |
| 19. | «The Battle»                                                          |              | (score)                     |              |
| 20. | «Happy End In Agrabah» (**)                                           |              | (score)                     |              |
| 21. | «A Whole New World (Aladdin's Theme)»                                 | Тим Райс     | Пибо Брайсон и Реджина Белл |              |

(*) тексты песен немного изменены для поздних переизданий.
(**) Версия с аудио-кассеты (1992 года) содержит альтернативные темы.
| №   | Название                   | Текст песни  | Исполнители                | Длительность |
| --- | -------------------------- | ------------ | -------------------------- | ------------ |
| 22. | «Proud Of Your Boy (Demo)» | Ховард Эшман | Алан Менкен                |              |
| 23. | «High Adventure (Demo)»    | Ховард Эшман | Алан Менкен и Ховард Эшман |              |

## Песни

### Арабская ночь
Песню исполняет рассказчик — странствующий торговец, появляющийся в начале первого фильма. Первоначально, в течение мультфильма были вставки, в которых Торговец комментирует события, происходящие в мультфильме, но позже от этой идеи пришлось отказаться, как и от нескольких музыкальных версий темы «Арабская ночь (реприза)».
Первая версия текста песни содержала следующие строчки: «Где вам отрежут ухо, если им не понравится ваше лицо…» (англ. Where they cut off your ear if they don't like your face...), что послужило причиной жалобы со стороны «Американо-Арабского Анти-дискриминационного Комитета» (англ. American-Arab Anti-Discrimination Committee, ADC) и других подобных организаций задолго до релиза музыкального альбома. В итоге для саундтрека текст песни был заменён. Зловещая тема используется во многих напряжённых сценах, чаще всего как главная музыкальная тема злодея Джафара.
Альтернативная версия песни с изменённым текстом оригинальной демозаписи звучит в начале мультфильме «Возвращение Джафара». Её поёт Брайан Хэннан. Эта же версия была использована в качестве главной темы в мультсериале о похождениях Аладдина. Реприза этой песни также звучит в мультфильме «Аладдин и король разбойников». Песню вновь исполняет Адлер, причём эта версия была вырезана из первого мультфильма.

### Прыгай
Это песня в исполнении Аладдина (озвученного Брэдом Кейном), которую юноша поёт, пытаясь сбежать от дворцовой стражи после кражи хлеба. Песня объясняет, что условия, в которых он живёт, не оставляют ему другого выбора, кроме как воровство, даже если он и не хочет воровать. Первоначально вместо этой песни должна была быть песня «You Can Count On Me», но её посчитали слишком задиристой.
Главным источником вдохновения для Тима Райса и Алана Менкена при написании песни стала другая удалённая композиция — «Babkak, Omar, Aladdin, Kassim», которую поёт Аладдин со своими тремя друзьями-ворами. Во время работы над песней Райс и Менкен написали версию-балладу песни, которая позже стала номером под названием «Прыгай (реприза)». Это был грустный мотив, который исполняет Аладдин, прибыв в свой дом — полуразвалившуюся комнату на крыше одного из домов Аграбы. Медленная версия этой песни появляется во многих инструментальных темах на протяжении всего мультфильма.

### Друг, как я
«Лучший друг» — яркое шоу в стиле кабаре, устроенное Джинном для демонстрации Аладдину своих волшебных возможностей. Песню исполнил актёр Робин Уильямс. Это была первая сцена, которую закончили во время работы над мультфильмом — поэтому общий вид персонажей слегка отличается от финальной версии. Песня была номинирована на премию «Оскар» в категории «Лучшая песня» и стала последней номинацией скончавшегося Ховарда Эшмана. Инструментальная версия песни звучит во время финальных титров.
Знаменитые поющие «Элвин и бурундуки» выпустили кавер-версию песни на своём альбоме 1995 года When You Wish Upon a Chipmunk, в которую вошли песни из мультфильмов и фильмов студии Диснея.

### Принц Али
«Принц Али» — ещё один яркий номер в исполнении Джинни (роль озвучил и исполнил песню Робин Уильямс), когда он представляет жителям Аграбы альтер эго Аладдина, принца Али Абабуа, прибывшего в город из далёкого края, чтобы просить руки Жасмин. Во время карнавала, идущего по улицам Аграбы, Джинни принимает образ различных деятелей индустрии шоу-бизнеса, в частности:
- Уолтера Бреннана;
- комментаторов парада в честь Дня благодарения, неназванного («Хороши, правда, Джон?») и Мэри Харт;
- Этель Мерман.

Версия в фильме слегка отличается от той, что попала на музыкальный альбом.

### Принц Али (реприза)
Пародию на песню «Принц Али» исполняет Джафар (персонажа озвучил Джонатан Фриман) — злодей использует новоприобретённые силы, чтобы раскрыть личность принца Али и отправить Аладдина на край света. Создатели хотели, чтобы у Джафара была своя песня, но от идеи использовать песни «Humiliate The Boy» и «Why Me?» пришлось отказаться, так как они были слишком длинными. В результате было принято решение использовать песню «Принц Али (реприза)».

## Инструментальная музыка
При написании главных тем персонажей Алан Менкен использовал тот же метод, что и в «Русалочке» и «Красавице и Чудовище» — мотивом темы становится мелодия одной из песен фильма, в частности:
- Aladdin’s Theme — содержит фрагменты песни «Прыгай». Также появляется в композициях «Street Urchins», «To Be Free» и «Aladdin’s Word».
- Jasmine’s Theme — мягкая и нежная по звучанию тема, немного грустная, так как персонаж чувствует себя в своём доме как взаперти.
- Sultan’s Theme — бодрая по звучанию, достаточно простая, но при этом содержит в себе королевскую стать, передаваемую через фанфары.
- Jafar’s Theme — тёмная и тревожная мелодия, содержащая фрагменты песни «Арабская ночь».
- Genie’s Theme — мелодия композиции «To Be Free». Мелодия на удивление нежная для комичного персонажа. В чём-то этот персонаж похож на Жасмин — он также жаждет свободы. Хотя, по сюжету мультфильма, тема ассоциируется с персонажем Джинни, для бродвейского мюзикла тема была переписана под названием «To Be Free», представляя сюжетную линию Жасмин.

Совместные сцены Аладдина и Жасмин обычно сопровождает мелодия песни «A Whole New World».

## Вырезанные песни
Ховард Эшман и Алан Менкен написали несколько песен к истории об Аладдине ещё до начала работы над мультфильмом «Красавица и Чудовище».
Работы содержали сюжетные детали и персонажей, взятых из арабского фольклора, но большинство из них не попали в окончательную версию. В итоге в фильм из них попали лишь три песни: «Arabian Nights», «Friend Like Me» и «Prince Ali».
Менкен написал несколько дополнительных песен после смерти Ховарда Эшмана в 1991 году и до того, как в проект попал Тим Райс.
Рабочие демозаписи песен, не вошедших в мультфильм, были позднее выпущены в различных изданиях саундтрека, самые примечательные из которых — бокс-сет диснеевских альбомов 1994 года под названием The Music Behind The Magic, специальное издание саундтрека 2004 года, а также специальное издание самого фильма того же года.
Оригинальный альбом 1990 года. Музыка Алана Менкена, тексты песен Ховарда Эшмана:
- «Arabian Nights»
- «Arabian Nights (Reprise #1)»
- «Babkak, Omar, Aladdin, Kassim»
- «Arabian Nights (Reprise #2)»
- «Friend Like Me»
- «Proud of Your Boy» — демо-версия в исполнении Менкена вошла в специальное издании саундтрека 2004 года. Кроме того, певец Клэй Эйкен записал поп-версию песни, которая вошла в DVD-издание мультфильма 2004 года[9].
- «How Quick They Forget»
- «Arabian Nights (Reprise #3)»
- «High Adventure» — демо-версия этой песни была выпущена на специальном издании саундтрека 2004 года.
- «Arabian Nights (Reprise #4)»

Дополнительные демозаписи Менкена и Эшмана:
- «Call Me a Princess» — кавер-версия этой песни была записана певицей Керри Батлер (англ. Kerry Butler) и выпущена на её альбоме Faith, Trust & Pixie Dust в мае 2008 года.
- «Humiliate The Boy»

Демозаписи Менкена:
- «Count On Me»

Демо Менкена и Райса:
- «My Time Has Come»
- «Why Me»

## Неизданное
1. «Arabian Nights» (Instrumental) [1:20]
2. Legend of the Lamp (without narration) [1:17]
3. Jafar Plots [0:31]
4. Aladdin on the Run [0:31]
5. «One Jump Ahead» (Instrumental) [2:22]
6. «One Jump Ahead Reprise» (Instrumental) [1:01]
7. Princess Jasmine / The Sultan Gives Away His Ring [3:22]
8. Diamond in the Rough/Aladdin and Jasmine/The Guards Arrive [3:55]
9. Jasmine Confronts Jafar / Aladdin Imprisoned / Jafar in Disguise [2:37]
10. The Cave of Wonders (Full Version) (About 1 minute and 28 seconds of music wasn’t included on the commercial CD releases) [6:23]
11. Jasmine Upset / Aladdin Unconscious / The Genie [1:27]
12. «Friend Like Me» (Instrumental) [2:25]
13. Wishing Guidelines / Leaving the Cave of Wonders / The Sultan Upbraids Jafar / Iago’s Idea [2:55]
14. Three Wishes [0:10]
15. Aladdin’s First Wish / Creating Prince Ali [2:02]
16. Jafar’s Solution to the Problem [1:00]
17. «Prince Ali» (Instrumental) [2:49]
18. The Sultan’s Magic Carpet Ride [0:55]
19. On the Balcony [4:05]
20. «A Whole New World» (Full Version) [2:45] (The version heard in the film includes about 15 seconds of score before the song starts)
21. «A Whole New World» (Instrumental) [2:45]
22. Aladdin Almost Drowns [1:58]
23. Aladdin Returns / Jafar Disappears [1:21]
24. Jasmine Chooses a Suitor / Jafar Knows Aladdin’s Secret / Aladdin’s Dilemma [1:05]
25. Iago Gets the Lamp [0:37]
26. «Prince Ali Reprise» (Instrumental) [1:05]
27. Jafar as Sultan / Aladdin Returns… Again [2:18]
28. Happy End In Agrabah (Sans Disney Chorus) [4:11]
29. «Friend Like Me» Reprise (Plays at the beginning of the end credits) [0:40]

Полное время звучания, исключая инструментальные версии песен — 34:29.
Полное время звучания, включая инструментальные версии песен — 48:51.

## Награды и номинации
| Награды        | Награды                                                                     | Награды                                                                                  | Награды   |
| Награда        | Категория                                                                   | Получатель(и) и номинант(ы)                                                              | Результат |
| -------------- | --------------------------------------------------------------------------- | ---------------------------------------------------------------------------------------- | --------- |
| Оскар          | Лучшая песня                                                                | «A Whole New World» — Алан Менкен и Тим Райс                                             | Победа    |
| Оскар          | Лучшая песня                                                                | «Friend Like Me» — Алан Менкен и Ховард Эшман                                            | Номинация |
| Оскар          | Лучшая музыка                                                               | Алан Менкен                                                                              | Победа    |
| Золотой глобус | Лучшая песня                                                                | «A Whole New World» — Алан Менкен и Тим Райс                                             | Победа    |
| Золотой глобус | Лучшая песня                                                                | «Friend Like Me» — Алан Менкен и Ховард Эшман                                            | Номинация |
| Золотой глобус | Лучшая песня                                                                | «Prince Ali» — Алан Менкен и Ховард Эшман                                                | Номинация |
| Золотой глобус | Лучшая музыка                                                               | Алан Менкен                                                                              | Победа    |
| Грэмми         | Лучшая инструментальная композиция, написанная для кино или для телевидения | Алан Менкен, Тим Райс, Уолтер Афанасьефф                                                 | Победа    |
| Грэмми         | Лучшая запись года                                                          | «A Whole New World» — Алан Менкен и Тим Райс, в исполнении Пибо Брайсона и Реджины Белль | Номинация |
| Грэмми         | Лучшая песня года                                                           | «A Whole New World» — Алан Менкен и Тим Райс, в исполнении Пибо Брайсона и Реджины Белль | Победа    |
| Грэмми         | Лучшее вокальное поп-исполнение дуэтом или группой                          | «A Whole New World» — Алан Менкен и Тим Райс, в исполнении Пибо Брайсона и Реджины Белль | Победа    |
| Грэмми         | Лучшая песня, написанная специально для кино или для телевидения            | «A Whole New World» — Алан Менкен и Тим Райс, в исполнении Пибо Брайсона и Реджины Белль | Победа    |
| Грэмми         | «Friend Like Me» — Алан Менкен и Ховард Эшман                               | Номинация                                                                                |           |
| Грэмми         | Лучший музыкальный альбом для детей                                         | Алан Менкен и Тим Райс                                                                   | Победа    |